# José Espelt y Beya
José Espelt y Beya (Barcelona, España, 1855-Barcelona, 1897) fue un escultor español.
Fue discípulo de los hermanos Vallmitjana (Venancio y Agapito) y de Rossend Nobas, dedicándose especialmente al retrato, género en que produjo varias obras notables por su parecido y la plasticidad del modelado. Entre ellas los bustos de Miguel Martí y Sagristá, El obispo Urquinaona y Manuel Planas y Casals.
Obtuvo una medalla de segunda clase en la Exposición Universal de Barcelona de 1888 y una de oro en la de Chicago de 1893.